# آیلت (ویرجینیا)
آیلت (به انگلیسی: Aylett) یک منطقهٔ مسکونی در ایالات متحده آمریکا است که در شهرستان کینگ ویلیام، ویرجینیا واقع شده‌است.